# Eumerus nudus
Eumerus nudus là một loài ruồi trong họ Ruồi giả ong (Syrphidae). Loài này được Loew mô tả khoa học đầu tiên năm 1848. Eumerus nudus phân bố ở vùng Cổ Bắc giới